# Big Momma's House 2
 Big Momma's House 2 és una pel·lícula estatunidenca de John Whitesell, estrenada el 2006.

## Argument
L'agent de l'FBI Malcolm Turner (Martin Lawrence), haurà de tornar a disfressar-se de la gran àvia per resoldre un nou cas. En aquesta ocasió Malcolm està intentant descobrir el dissenyador d'un programa informàtic que permetria accedir a les forces estrangeres als confidencials arxius d'intel·ligència governamental dels Estats Units. L'única manera que Malcolm pugui ser a prop del creador d'aquest programa informàtic, Tom Fuller (Mark Moses), és infiltrant-se a la seva pròpia casa, fent-se passar per la nova mainadera dels fills de Fuller, els petits Andrew, Carrie i Molly. A la casa també hi haurà la seva bonica dona, Leah (Emily Procter).
La gran àvia haurà de fer-se càrrec de totes les tasques domèstiques, de la cura dels nens i de tractar d'atrapar el perillós terrorista informàtic sense que ningú s'assabenti. Malcolm finalment ajudarà que la família Fuller torni a ser la que era abans i, a més, ell mateix desenvoluparà un afecte renovat per la seva parella, Sherry Pierce (Nia Long). Trobant el perfecte equilibro entre la seva vida familiar i el seu treball com a agent de l'FBI.

## Rebuda

### Crítica
Segons la pàgina d'Internet Rotten Tomatoes va obtenir un 6% de comentaris positius, arribant a la següent conclusió: "avorrida i poc original. En altres paraules, un exemple perfecte per als detractors de seqüeles sense sentit". Tom Long va escriure que "Big Momma's House 2" ' és un film realment atroç. Però el més alarmant és que a Hollywood es pensen que a la gent li resulta divertit".
Kim Newman va assenyalar pel  Empire Magazine  que "Martin, si us plau, deixa de fer pel·lícules". Segons la pàgina d'Internet Metacritic va obtenir crítiques negatives, amb un 34%, basat en 20 comentaris dels quals 1 és positiu.

## Repartiment
- Martin Lawrence: Malcolm Turner/Big Mamma
- Emily Procter: Leah Fuller
- Chloë Moretz: Carrie
- Marisol Nichols: Liliana Morales
- Nia Long: Sherrie Pierce
- Kat Dennings: Molly
- Dan Lauria: Crawford
- Sarah Brown: Constance Stone
- Zachary Levi: Kevin Keneally
- Mark Moses: Tom Fuller
- Jascha Washington: Trent
- Michelle Parylak: Joanne
- Christopher Michael Jones: Bishop